# Aurangabad (huyện)
Huyện Aurangabad là một huyện thuộc bang Bihar, Ấn Độ. Thủ phủ huyện Aurangabad đóng ở Aurangabad. Huyện Aurangabad có diện tích 3303 ki lô mét vuông. Đến thời điểm năm 2001, huyện Aurangabad có dân số 2004960 người.